# تپه قنبرعلی
تپه قنبرعلی در شهرستان مانه و سملقان، بخش مانه، دهستان اترک، ۵۰۰ متری غرب روستای اینجانلو واقع شده و این اثر در تاریخ ۱۸ شهریور ۱۳۸۷ با شمارهٔ ثبت ۲۳۱۷۳ به‌عنوان یکی از آثار ملی ایران به ثبت رسیده است.